# Теймури, Хамид Маджид
Хами́д Маджи́д Теймури (араб. حمید مجد تیموری‎; род. 3 июня 1953, Иран) — иранский футболист, играл на позиции нападающего. Участник чемпионата мира 1978 года.

## Биография

### Игровая карьера
Начинал карьеру в клубе «Банк Мели», в котором отыграл два сезона. В 1977 году перешёл в «Шахин», в котором играл до конца своей карьеры, завершившийся в 1984 году.
В составе сборной Ирана принимал участие на чемпионате мира 1978 года, но на турнире остался запасным и на поле не вышел. Всего за сборную Ирана сыграл 1 матч.